# 埼玉県立両神自然公園
埼玉県立両神自然公園（さいたまけんりつ りょうかみしぜんこうえん）は、埼玉県秩父郡小鹿野町にある県立自然公園。

## 沿革・概要
埼玉県西部の両神山の東側山麓一帯を中心とした自然公園である。1978年（昭和53年）3月22日に埼玉県立自然公園条例の規定により指定された。面積は5,283.0ha（うち特別地域は410.0 ha）。御岳山などの両神山へ続く山岳地帯で、地域内に小森川、薄川が流れ、フクジュソウ群落、アカヤシオツツジ等が自生し、域内の四阿屋山とその山麓は「両神国民休養地」に指定されている。

## 指定区域内の見所
- 丸神の滝
- 小森川渓谷
- 法養寺薬師堂などの文化財、遺跡